# Městec (Očelice)

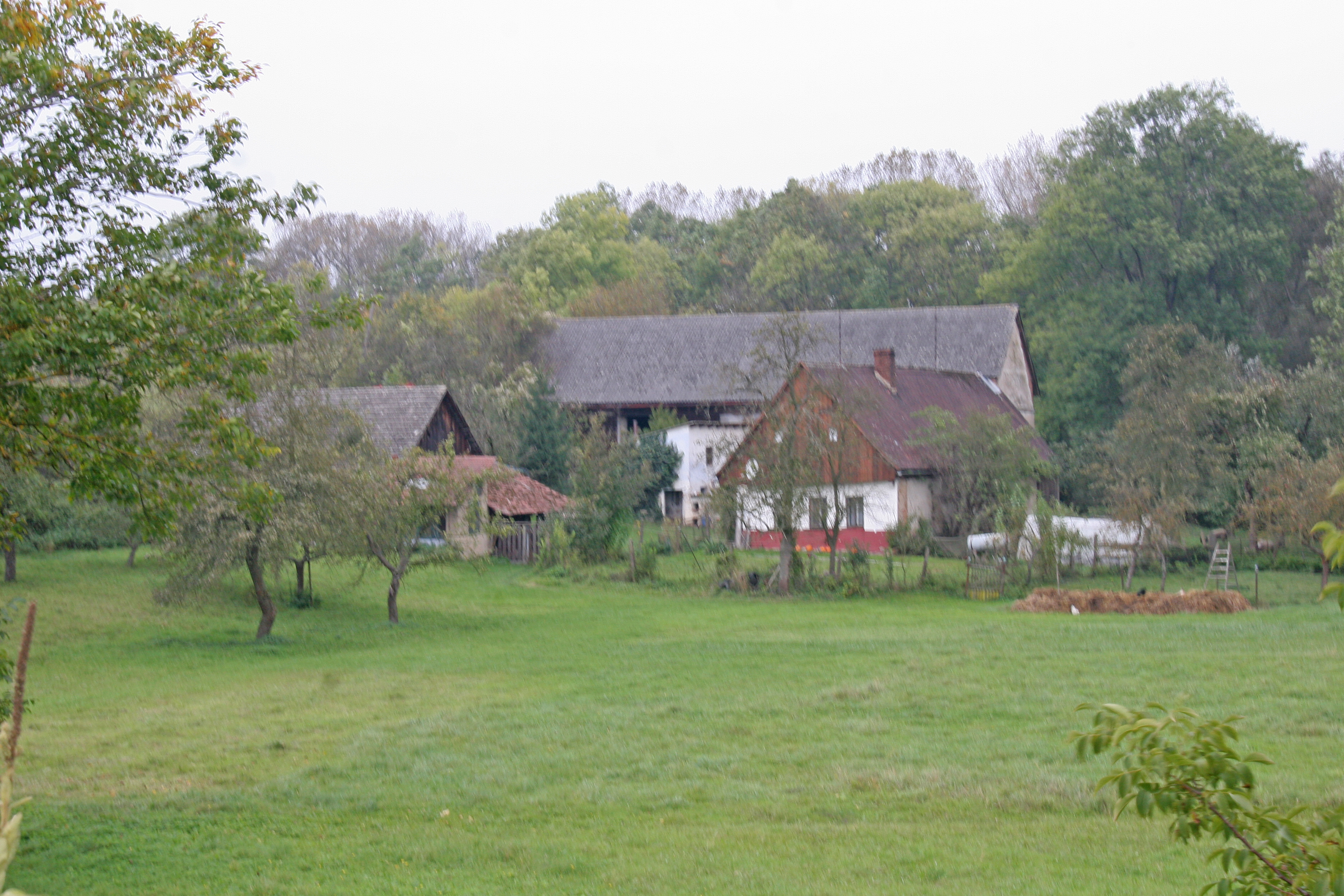
Gehöft Nr. 1

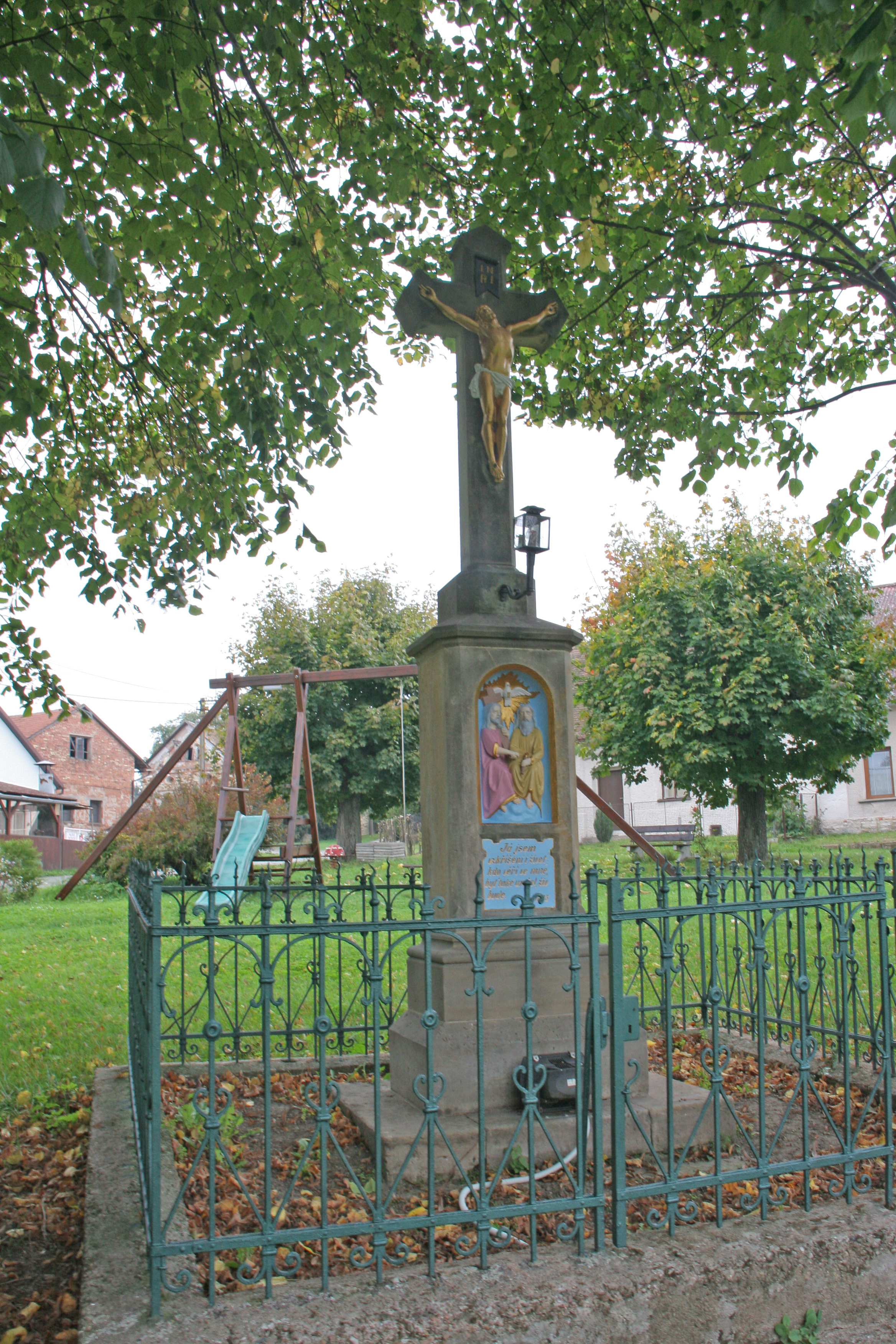
Kreuz auf dem Dorfplatz

Městec (deutsch Miestetz) ist ein Ortsteil der Gemeinde Očelice in Tschechien. Er liegt 16 Kilometer östlich des Stadtzentrums von Hradec Králové und gehört zum Okres Rychnov nad Kněžnou.

## Geographie
Městec befindet sich am Südrand der Českomeziříčská kotlina (Böhmisch Meseritscher Becken). Das Dorf liegt gegenüber der Einmündung des Baches Jílovický potok am linken Ufer der Dědina (Goldbach). Nordöstlich erhebt sich die Horka (281 m n.m.), im Osten der Plesov (302 m n.m.), südlich die Horka (274 m n.m.) und der Sruby (268 m n.m.), im Südwesten die Potočkova stráň (277 m n.m.) und westlich die Humbule (269 m n.m.). Südwestlich des Dorfes steht auf einer Anhöhe die Evangelische Kirche Klášter nad Dědinou. Einen Kilometer östlich von Městec verläuft die Bahnstrecke Choceň–Meziměstí.
Nachbarorte sind Mochov, České Meziříčí und V Lipách im Norden, Lhotka, Mokré, Čánka und Dobříkovec im Nordosten, Pelesov und Očelice im Osten, Nová Ves und Bolehošť im Südosten, Lipiny, Újezdec, Ledce und Stránka im Süden, Klášter nad Dědinou im Südwesten, Podolí, Vysoký Újezd, Břekel und Jílovice im Westen sowie Výrava, Tošov und Vranov im Nordwesten.

## Geschichte
Městec wurde wahrscheinlich zum Ende des 13. Jahrhunderts durch das Zisterzienserkloster Heiligenfeld an einer Furt durch den Goldbach als Marktort angelegt. Nach der Zerstörung des Klosters im Jahre 1420 durch die Orebiten unter Aleš Vřešťovský von Riesenburg bemächtigten sich während der Hussitenkriege verschiedene Adlige der Klostergüter, im Jahre 1437 überschrieb sie König Sigismund an Georg Berka von Dubá auf Wiesenburg. König Ladislaus Jagiello bewilligte 1499 Nikolaus d. J. Trčka von Lípa die Ablösung des Klosters Heiligenfeld; damit wurde Městec zusammen mit den anderen Klosterdörfern an die Herrschaft Opočno angeschlossen.
1598 sind im Urbar der Herrschaft für Městec 6 Huben 11 Ruten Ackerland ausgewiesen; der Markt bestand aus 13 Anwesen, vier zum Bierausschank berechtigte Wirtshäuser und einen Metzgerladen. Nach dem Tode von Jan Rudolf Trčka von Lípa wurde die Herrschaft Opočno durch König Ferdinand II. konfisziert und 1635 an die Brüder Hieronymus und Rudolf von Colloredo-Waldsee verpfändet. Dabei wurde Městec noch als Städtchen bezeichnet. Der Dreißigjährige Krieg, Hungersnöte und Brände führen zum völligen Niedergang des Städtchens. Městec war bis zum Dreißigjährigen Krieg nach Hoch Augezd eingepfarrt und wurde danach dem Pfarrbezirk Hohenbruck zugeschlagen. Im Zehntverzeichnis der Pfarrei Hohenbruck sind im Jahre 1700 zwölf Zehntpflichtige aus Městec aufgeführt. Im Jahre 1786 wurde das Dorf an den Sprengel Lokalkirche Hoch Augezd angeschlossen. 1789 fiel die Herrschaft Opočno den Grafen Colloredo-Mannsfeld zu, sie hielten sie bis zur Mitte des 19. Jahrhunderts.
Im Jahre 1836 bestand das im Königgrätzer Kreis gelegene Dorf Miestetz bzw. Městec aus 24 Häusern, in denen 140 Personen, darunter 45 Protestanten lebten. Inskribiert war die jenseits der Diedina am Gilowitzer Bach gelegene Břekeler Mühle. Katholischer Pfarrort war Hoch-Augezd, das evangelische Pastorat befand sich in Kloster. Bis zur Mitte des 19. Jahrhunderts blieb das Dorf der Herrschaft Opotschno untertänig.
Nach der Aufhebung der Patrimonialherrschaften bildete Městec ab 1849 eine Gemeinde im Gerichtsbezirk Opočno.
Ab 1868 gehörte die Gemeinde zum Bezirk Neustadt an der Mettau. 1875 wurde die Bahnstrecke Chotzen–Halbstadt eröffnet. Die Freiwillige Feuerwehr wurde 1887 gegründet. Nachdem 1893 in Očelice eine Dorfschule errichtet worden war, wurden die Kinder aus Městec dorthin umgeschult; zuvor wurden die evangelischen Kinder in Klášter nad Dědinou und die katholischen in Vysoký Újezd unterrichtet. 1925 wurde das Dorf elektrifiziert.
1949 wurde Městec dem Okres Dobruška zugeordnet. Die Gründung der JZD Městec erfolgte in den 1950er Jahren, 1960 wurde sie mit der JZD Očelice zusammengeschlossen. Im Zuge der Gebietsreform von 1960 wurde der Okres Dobruška aufgehoben und das Dorf dem Okres Rychnov nad Kněžnou zugeordnet, zugleich erfolgte die Eingemeindung nach Očelice. 1967 erfolgte der Abbruch der denkmalgeschützten alte Steinbrücke über die Dědina; die an ihrer Stelle errichtete Betonbrücke war jedoch zu leicht gebaut und wurde bei der Flut vom 23./24. Juli 1998 zerstört, 1999 entstand eine neue Brücke.
Am 3. März 1991 hatte der Ort 44 Einwohner; beim Zensus von 2001 lebten in den 26 Wohnhäusern von Městec 40 Personen.

## Ortsgliederung
Der Ortsteil Městec bildet den Katastralbezirk Městec nad Dědinou. Zu Městec gehört die Einschicht Břekel (Brzekel).

## Sehenswürdigkeiten
- Der für ein Dorf ungewöhnliche quadratische Dorfplatz war ursprünglich der städtische Ring. Auf der Grünfläche befinden sich der Dorfbrunnen, die Dorfglocke und ein steinernes Kreuz aus dem Jahre 1877.
- Evangelische Kirche, südwestlich des Dorfes, die Toleranzkirche wurde 1785 im Empirestil errichtet